# Ezra Koenig
Ezra Koenig (3 d'abril de 1984), a Nova York, és el cantant líder de l'agrupació novaiorquesa anomenada Vampire Weekend.

## Biografia
Koenig, juntament amb els seus pares - un supervisor dels decorats de cinema, qui va col·laborar en diverses pel·lícules de Spike Lee i un terapeuta - viure al barri de Upper West Side de Manhattan abans de passar a Northern Nova Jersey, on Ezra va créixer mentre assistia a escola Glen Ridge High School. Koenig és jueu. Koenig pertany a la quarta generació de la seva família que assisteix a una institució de l'Ivy League, en aquest cas de la Universitat de Colúmbia.

## Discografia de Vampire Weekend

### Àlbums d'estudi
| 2008                                      | Vampire Weekend - Primer àlbum d'estudi - Llançament: 29 de gener de 2008 - Discogràfica: XL Recordings | 17 | 4 | 2 | — | 15 | 1 | 44 | 37 | 23 | - UK: Disc d'or |
| 2010                                      | Contra - Segon àlbum d'estudi - Llançament: 11 de gener de 2010 - Discogràfica: XL Recordings           | 1  | 1 | 1 | 1 | 3  | 1 | 14 | 2  | 4  |                 |
| "—" denota que no apareixen a les llistes | |    |   |   |   |    |   |    |    |    |                 |

### EPs
- Vampire Weekend (2007)
- The Kids Don't Stand A Chance (2008)
- The MySpace Transmissions (2008)

### Senzills
| 2007                                      | "Mansard Roof"           | —   | —  | —  | —  | —  | —   | —  | Vampire Weekend |
| 2008                                      | "A-Punk"                 | 106 | 25 | 91 | —  | —  | 55  | 17 | Vampire Weekend |
| 2008                                      | "Oxford Comma"           | —   | —  | —  | —  | —  | 38  | —  | Vampire Weekend |
| 2008                                      | "Cape Cod Kwassa Kwassa" | —   | —  | —  | —  | —  | 178 | —  | Vampire Weekend |
| 2009                                      | "Cousins"                | —   | —  | —  | 24 | —  | 39  | 3  | Contra          |
| 2010                                      | "Horchata"               | 102 | 26 | 22 | —  | 69 | —   | —  | Contra          |
| 2010                                      | "White Sky"              | —   | —  | —  | —  | —  | —   | —  | Contra          |
| "—" denota que no apareixen a les llistes |                          |     |    |    |    |    |     |    |                 |